# Ensino primário

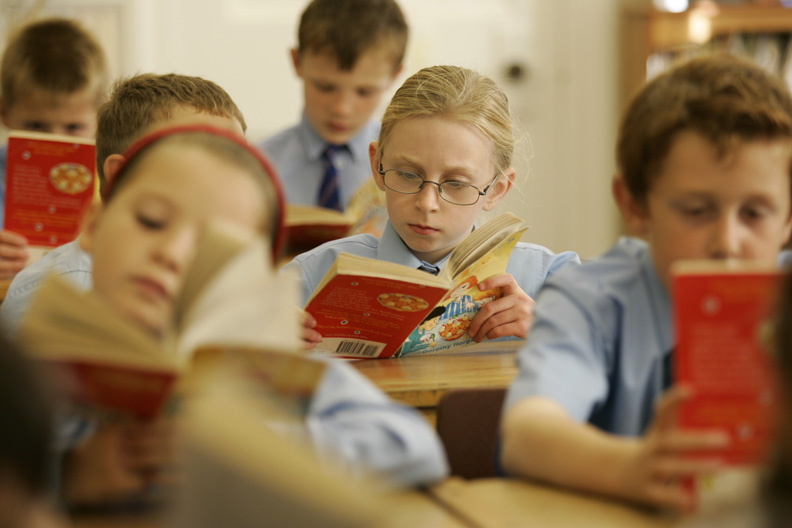
Alunos do ensino primário numa escola do Reino Unido.

O ensino primário, educação primária ou instrução primária constitui o primeiro estágio da educação escolar de diversos países, sendo normalmente realizado por crianças com idade a partir dos seis anos. Conforme o sistema educativo, a sua duração pode variar, sendo normalmente, precedido pela educação pré-escolar e seguido pelo ensino secundário. A sua designação oficial também pode variar de país para país, sendo frequentes denominações alternativas como ensino fundamental, ensino elementar ou ensino de base.
Internacionalmente, a educação primária é considerada o primeiro estágio da educação básica e corresponde ao nível 1 da Classificação Internacional Normalizada da Educação (ISCED). Contudo, nos sistemas educativos de alguns países, o ensino primário pode incluir também os níveis 0 e 2 do ISCED.
Na grande maioria dos países, o ensino primário é obrigatório para as crianças dentro certos limites de idade(entre 6 até 14 anos, aproximadamente). Além de ser realizado em escolas primárias, em certos países o ensino primário pode alternativamente ser ministrado em casa pelos próprios pais do aluno, os quais recebem autorização para isso dentro de certas condições.  A transição do ensino primário para o ensino secundário pode variar de acordo com o sistema educativo, mas geralmente ocorre por volta dos 11 ou 12 anos de idade. Alguns sistemas educativos dispõem de um estágio de ensino intermédio ou preparatório, para a transição entre o primário e o secundário, com a passagem para o ensino secundário a fazer-se apenas por volta dos 14 anos.
Os principais objetivos do ensino primário são fazer com que os seus alunos obtenham a literacia e a numeracia básicas, bem como conhecimentos elementares de ciências, geografia, história, matemática e outras ciências sociais. A prioridade relativa das várias áreas, bem como os métodos para as ministrar, são assunto de acesos debates políticos e pedagógicos.
Tipicamente, o ensino primário é realizado em classes sequenciais, com os alunos a transitarem para a classe seguinte em cada ano, até o completarem totalmente e transitarem para o seguinte estágio educativo. As crianças são normalmente integradas numa turma a cargo de um único professor que será o responsável principal pela sua educação. Este professor pode ser auxiliado por outros professores especializados em certas disciplinas como a música ou a educação física. Normalmente, o mesmo professor continua a ter a seu cargo a mesma turma durante toda a sua permanência no ensino primário, acompanhando-a nas transições de classe. A continuidade com o mesmo professor e a oportunidade que isso permite de construir uma relação de proximidade com o aluno é uma das caraterísticas mais notáveis do ensino primário. Tradicionalmente, várias formas de castigos corporais têm sido uma parte integrar da educação de crianças. No entanto, particularmente no Mundo Ocidental, esta prática tem sido criticada e, em alguns caso, proibida por lei.

## Por país

### Alemanha
Na Alemanha, o estágio de ensino primário (Primarstufe) é realizado nas escolas de base (Grundschule) pelas crianças a partir dos seis anos de idade. Tem a duração de quatro anos de escolaridade (da 1. Klasse à 4. Klasse) a na generalidades dos estados federados alemães. Em alguns estados, o ensino primário compreende dois anos adicionais de ensino de orientação vocacional (Orientierungsstufe). Do ensino primário, transita-se para o estágio secundário I (Sekundarstufe I) que - conforme a aptidão e o nível intelectual do aluno - pode ser realizado nas modalidades de Hauptschule, Realschule, Gymnasium ou Gesamtschule.

### Brasil
No Brasil, até 1971, o ensino primário constituía historicamente o primeiro estágio da educação escolar. Era constituído normalmente por quatro séries, cada um correspondendo a um ano. Podia prolongar-se por até mais duas séries complementares, com vista a ampliar o conhecimento do aluno e a sua formação para o trabalhos. A conclusão do ensino primário permitia o ingresso no ensino ginasial.
Em 1971, o ensino primário foi fundido com os quatro anos do ginasial, dando origem ao ensino de 1º grau, com a duração de oito anos. Na sequência da Lei de Diretrizes e Bases da Educação de 1996, o ensino de 1º grau foi substituído pelo ensino fundamental.

### Canadá
No Canadá, a educação primária (primary education ou école primaire) tem seis anos de duração (do grade 1 ao grade 6) e é normalmente realizada por crianças com idades compreendidas entre os seis e os 12 anos. É antecedida pelo jardim de infância (kindergarten ou maternelle). Na maioria das províncias, da educação primária transita-se para a educação intermediária (intermediate education) e depois para a educação secundária (secondary education ou école secondaire).

### Estados Unidos
Nos Estados Unidos, a educação primária (primary education) é normalmente referida como educação elementar (elementary education). A educação nos Estados Unidos está altamente descentralizada, com as autoridades dos distritos escolares e de outras jurisdições escolares a disporem de grande autonomia na definição dos seus próprios sistemas educativos. Na generalidade das jurisdições escolares, a educação elementar constitui o primeiro estágio da escolaridade obrigatória, com uma duração de cinco anos. A admissão das crianças é feita no jardim de infância (kindergarten) aos cinco anos, transitando aos seis anos de idade para o primeiro ano (first grade). Na maioria das jurisdições escolares, a educação elementar irá até ao quarto ano (fourth grade), mas em algumas pode ir até ao quinto, sexto ou mesmo oitavo ano. Finalizando a educação elementar, a criança transitará para a educação secundária numa escola média (middle school), escola secundária júnior (junior high school) ou escola secundária (high school). 

### França
No sistema educativo da França, o ensino primário (enseignement primaire) tem oito anos de duração, sendo normalmente frequentado por crianças com idades compreendidas entre os 3 e os 11 anos. Compreende a escola maternal (école maternelle) e a escola elementar (école élémentaire). A primeira - correspondente à educação pré-escolar - é composta por três anos, designados petite section, moyenne section e grande section. A segunda é composta por cinco anos, designados cours preparatoire (CP formação básica para ler e fazer contas), cours élémentaire niveau 1 (CE1 que corresponde à 1a classe), cours élémentaire niveau 2 (CE2), cours moyen 1 (CM1) e cours moyen 2 (CM2). Do ensino primário transita-se para o colégio (collège : Sixième (5° ano) / Cinquième (6° ano) / Quatrième-Troisième (do 7° ao 9° ano)) e daí para o liceu (lycée 10°-11°-12° / no 12°, o Baccalauréat serve de exame de fim de ensino secundário e provas de ingresso no ensino superior).

### Moçambique
Em Moçambique, o ensino primário, com dois ciclos compreendendo sete anos de escolaridade, corresponde à educação obrigatória. O primeiro ciclo (EP1) inclui cinco anos de estudo, que ensinam a alfabetização e conhecimentos básicos; o segundo (EP2) inclui apenas dois anos. Depois desta fase, os alunos podem entrar no ensino secundário.
O ensino primário em Moçambique é o mais importante, visto que as crianças (alunos) devem sair do ensino primário com a noção de saber Ler, escrever e contar ou devem ser capaz de enfrentar algumas dificuldades na sociedade.

### Portugal

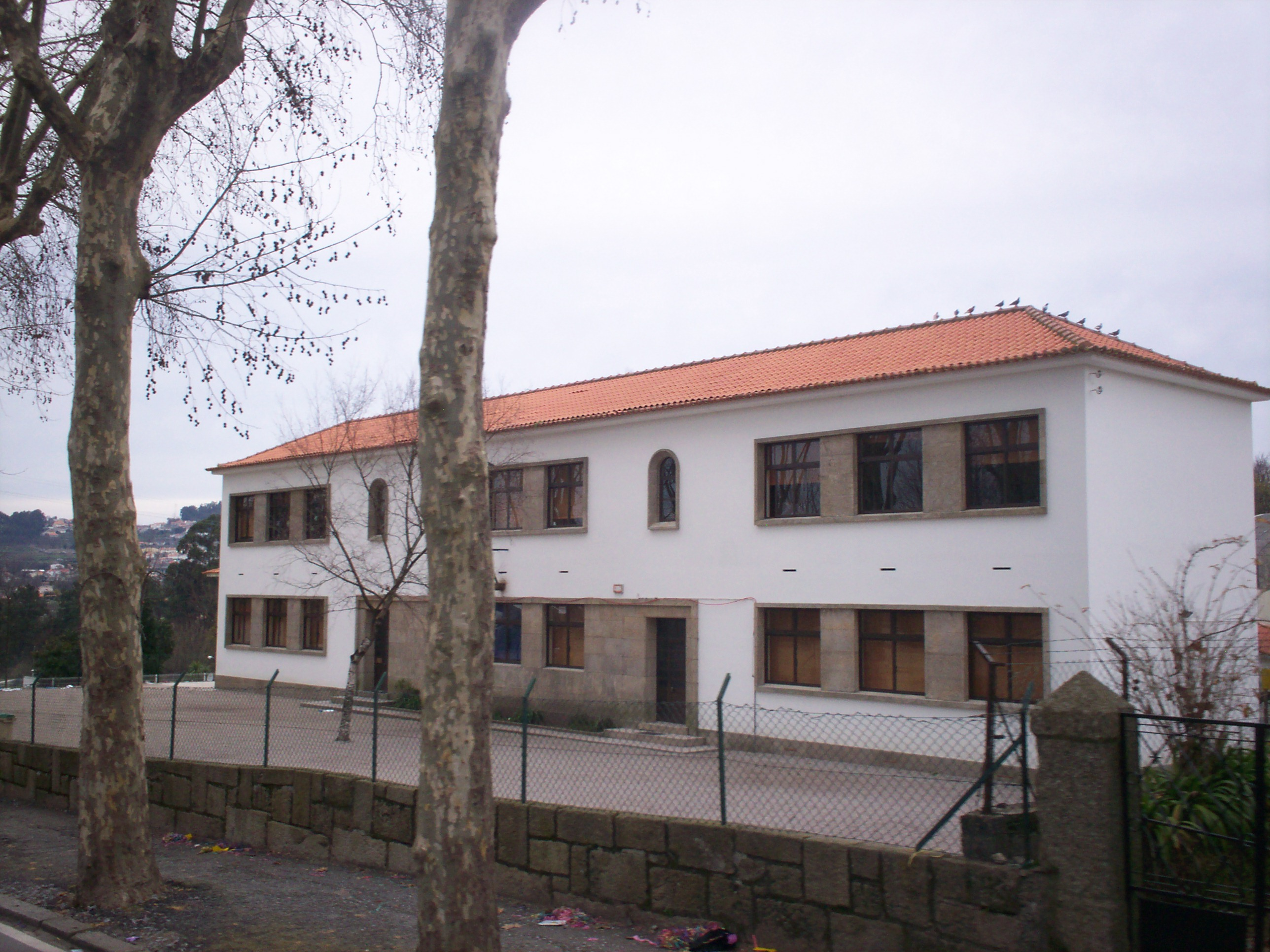
Antiga escola primária de Riba de Ave.

Em Portugal, até à implementação da Lei de Bases do Sistema Educativo de 1986, o ensino primário constituía o primeiro estágio da educação escolar. Corresponde ao atual 1º ciclo do ensino básico.

### Reino Unido
Dentro do Reino Unido, a Inglaterra, a Escócia, Gales e a Irlanda do Norte dispõem, cada qual, do seu próprio sistema educativo. Em todos eles, a educação primária inclui sete anos de escolaridade realizada normalmente pelas crianças com idades compreendidas entre os quatro e os onze anos. Com excepção da Escócia, a educação primária está dividida em três estágios chave (key stages). Frequentam o key stage 0 ou foundation stage, em ambiente de jardim de infância, as crianças com até cinco anos de idade. Com cinco anos de idade transitam para o key stage 1 (que inclui o 1º e 2º anos), passando depois para o key stage 2 (3º ao 6º anos). Do key stage 2, as crianças transitam para o key stage 3 que já faz parte da educação secundária. O ensino primário pode ser realizado em vários tipos de escolas, que podem ministrar a totalidade ou apenas alguns dos seus estágios. As escolas primárias (primary schools) ministram a totalidade do ensino primário, as escolas infantis (infant schools) ministram os key stages 0 e 1, as escolas júnior (junior schools) ministram apenas o key stage 2, as primeiras escolas (first schools) ministram os key stages 0 e 1 e os 3º e 4º anos do key stage 2 e, finalmente, as escolas médias (middle school) ministram os 5º e 6º anos do key stage 2 bem como os dois primeiros anos do key stage 3 do ensino secundário.